# Ficus melinocarpa
Ficus melinocarpa är en mullbärsväxtart som beskrevs av Carl Ludwig von Blume. Ficus melinocarpa ingår i släktet fikonsläktet, och familjen mullbärsväxter. Inga underarter finns listade i Catalogue of Life.